# CLNP
CLNP (Connection Less Network Protocol) — мережевий протокол передачі даних без встановлення з'єднання (дейтаграмний), функціонально схожий на протокол IP, який використовується в інтернеті. У протоколі CLNP немає засобів визначення та виправлення помилок (ці функції покладаються на транспортний рівень). Протокол CLNP не вимагає, щоб канал зв'язку був встановлений перед передачею даних. CLNP відправляє повідомлення їх адресатам незалежно від будь-яких інших повідомлень.
CLNP використовується транспортним протоколом ISO TP4 (Transport Protocol Class 4). Однак, CLNP не використовується в Інтернеті, так як його функція забезпечена IP протоколом, тому іноді його називають ISO IP (назва утворена від семирівневої моделі OSI/ISO). Однак, CLNP все ще широко використовується в багатьох мережах передачі даних у всьому світі.
CLNP використовується IS-IS (розроблений в корпорації Digital Equipment Corporation) для маршрутизації в мережах протоколу CLNP ISO. Тип CLNP підтримує два значення: 1 і 28. 1 використовується, щоб вказати «Помилковий Звіт». Всі інші пакети використовують значення 28 (Шістнадцятковий 0x1c) (TP4, TAPR). У CLNP немає поля Protocol, як у IP. Поле NSEL в NSAP використовується для того, щоб прискорити доставку відповідного блоку управління протоколом. У IP завжди передбачається, що після виявлення помилки через неправильне поводження в пакеті, помилковий пакет відправлять (через ICMP) назад до джерела. PDUs CLNP (PDUs — блоки протокольних даних, еквівалентні пакетам) тільки виявить помилкові звіти, якщо прапор «Помилковий Звіт» буде встановлений. Тема CLNP не вимагає, щоб повідомлення були доповнені до найближчого кордону на 32 біта. Довжина заголовка мережевого протоколу передачі без з'єднання може доходити до 254 октетів. У повідомленні CLNP є окремі поля для того, щоб вказати повну довжину і довжину сегменту, що допомагає при повторній збірці.
CLNP стандартизований ISO 8473. TP4 стандартизований ISO 8073.